# Siddha

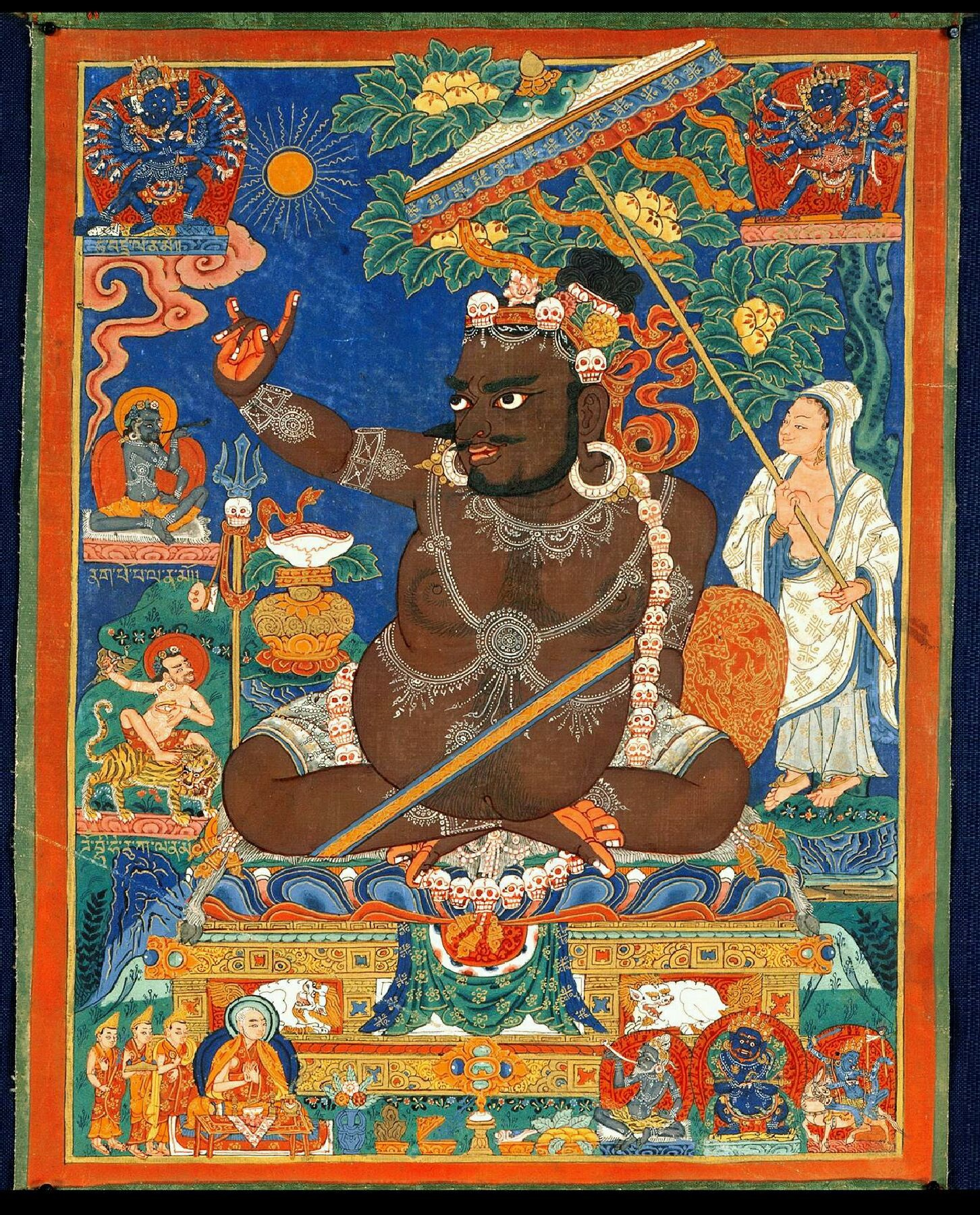
Virupa se convirtió en un siddha y llegó a ser uno de los dioses del yoga.
Pintura india del siglo XVI.

Un siddha en el marco de la religión hinduista y en el jainismo, es ‘alguien que lo ha logrado’. Se refiere a los maestros, o a las almas en jainismo que han alcanzado un alto grado de perfección física y también la iluminación espiritual. Un siddha también puede referirse a alguien que ha conseguido desarrollar un siddhi (una capacidad paranormal).
Los siddhas pueden ser
tapasvin (ascetas),
sadhus (peregrinos espirituales),
yoguis (practicantes de posiciones asanas) o
nathas (‘amos’ de sus sentidos):
todos practican un sadhana (estricta práctica de rituales y austeridades).

## Historia del término
El primer uso del término siddha se encuentra en el capítulo «Adhya III» del Maitreia-upanishad, donde el escritor declara: «Yo soy un siddha».
Sanasiddha es el nombre de un upasaka (monje laico en el budismo).
En el Suetasuatara-upanishad (2.12) presupone la existencia de un «cuerpo siddha».

## Los siddhas en el hinduismo

### Los siddhar en la tradición tamil

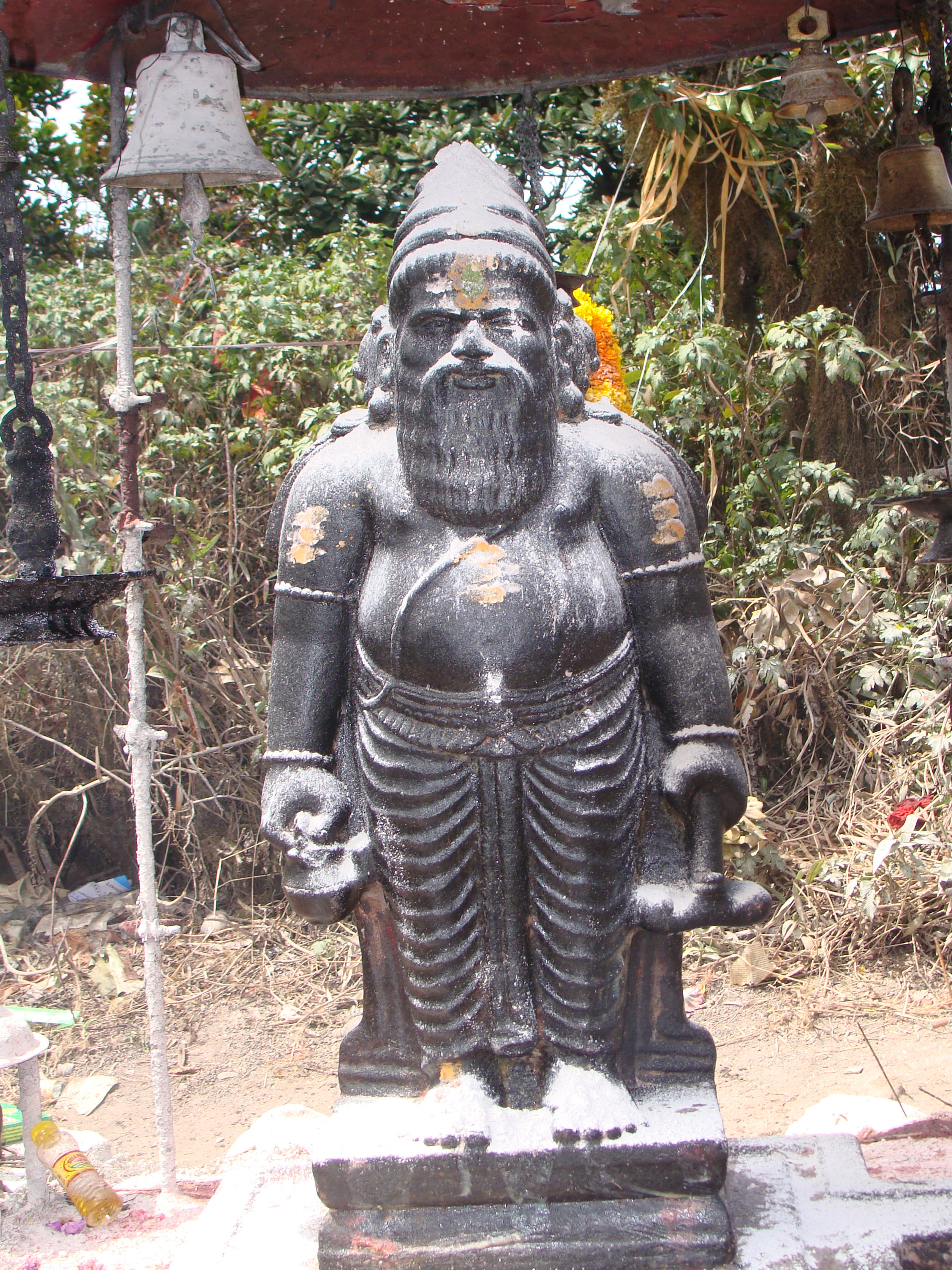
Estatua del mítico sabio Agasthia.

En el estado Tamil Nadu (en el sur de la India), un siddhar es un ser que ha alcanzado un alto grado de perfección física y espiritual. Los siddhas supuestamente alcanzaron la inmortalidad física. Así un siddhar es una persona que ha realizado la meta de un tipo de práctica espiritual y se ha convertido en un ser perfecto. En Tamil Nadu todavía se practica la tradición siddha, y hay personas que son reconocidas como siddhar (o chittars).
Se dice que para alcanzar la perfección tomaron rasaianas secretos especiales que les permitió perfeccionar sus cuerpos, con el fin de ser capaz de sostener la meditación prolongada junto con un tipo de pranaiama que reduce considerablemente el número de respiraciones. El siddha puede tener uno de los ocho poderes especiales, los attamasiddhigal (entre ellos la capacidad de volar).
Los 18 siddhars se enumeran a continuación:

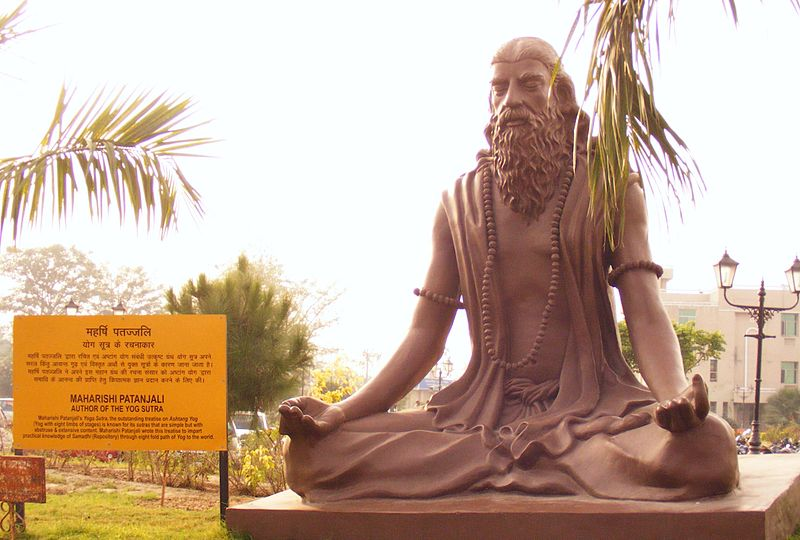
Estatua del semimítico escritor Patañyali, imaginado por el escultor como un sabio de mediana edad.

1. Agasthia
2. Kamala Muni
3. Thirumula
4. Kuthambai
5. Korakka
6. Thanvandri
7. Kongana
8. Satta Muni
9. Vanmiga
10. Ramadeva
11. Nandíswara (Nandi Deva).
12. Edaikkada
13. Macha Muni
14. Karuvurar
15. Bogar
16. Pambatti Siddhar
17. Sundarandanda
18. Patañyali

### Los siddhas en el shivaísmo de Cachemira
En las doctrinas hinduistas shivaístas de Cachemira, un siddha es un gurú que puede ―mediante el shaktipat― iniciar discípulos en el yoga. Un siddha es un maestro perfeccionado que ha trascendido el ahamkara (‘yo hago’, la sensación de ser el hacedor), ha vencido a su mente y la pone al servicio de su conciencia, y ha transformado su cuerpo ―que está compuesto principalmente de rayo-guna (modo de pasión creativa) y tamo-guna (modo de inacción) en un tipo diferente de cuerpo donde es predominante el sattwa-guna (modo de bondad). Esto generalmente se logra solo mediante la meditación persistente.

### El paraíso de los siddhas
Los siddhas son almas liberadas que nunca nacerán de nuevo, que han pasado por encima del ciclo de vidas y muertes y van a la cima del universo, a un sitio llamado Moksha, que está encima de Siddha-shila después de ser liberados de sus cuerpos y permanecen allí durante eones. El siddha es un alma que está por encima de la categoría arijant (que son las personas que poseen kevala Jnana).
En la cosmología hinduista, Siddhaloka es un mundo (loka: ‘local’, ‘localidad’) sutil donde nacen siddhas (seres perfeccionados). Desde su nacimiento están dotados de los ocho siddhis principales.

### El Siddhásram en los Himalayas
En la mitología hinduista, Siddhashrama es una tierra secreta oculta en las profundidades de los Himalayas, donde viven grandes yoguis, sadhus y sabios que han alcanzado la categoría de siddhas. Este sitio es similar a la mística tierra tibetana de Shambhala.
El nombre Siddhashram aparece por primera vez en el Majabhárata y en el Ramaiana (textos epicorreligiosos del siglo III a. C.). En el Ramaiana (1.28.1-20) se afirma que Visuamitra tenía su ermita en Siddharshrama, donde se encontraba la antigua ermita de Visnú cuando apareció como el avatar Vámana. Visuamitra llevó al príncipe Rama y a su hermano Laksman hasta Siddhashram para exterminar a los monstruosos rakshasas que estaban perturbando sus sacrificios religiosos.

### Siddha sampradaia
El siddha sampradaia es la cadena de maestros y discípulos siddhas. En los textos hinduistas se menciona un total de 84 siddhas (o mahasiddhas) y 9 nathas. Los tres términos ―siddha (‘perfecto’), majasiddha (‘gran perfecto’) y natha (‘amo’)― se utilizan indistintamente.
Se mencionan 84 siddhas en el manuscrito n.º 48/34 del Varna-ratnakara, una obra medieval maithili que se encuentra en poder de la Sociedad Asiática de Bengala, que está fechada en el lakshmana samvat 388 (año 1506) y fue escrita por Kavi-shékara Yiotiríswara Thákur ―quien era el poeta de la corte del rey Jari-Simja-Deva de Mithila, quien reinó entre 1300 y 1321―.
Una característica interesante de esta lista es que los nombres de los más venerados nathas del sur de la India se mezclan con los siddha-acharias budistas.

1. Minanātha
2. Gorakshanātha
3. Chauranginātha
4. Chāmarinātha
5. Tantipā
6. Hālipā
7. Kedāripā
8. Dhongapā
9. Dāripā
10. Virupā
11. Kapāli
12. Kamāri
13. Kānha
14. Kanakhala
15. Mekhala
16. Unmana
17. Kāndali
18. Dhovi
19. Jālandhara
20. Tongi
21. Mavaha
22. Nāgārjuna
23. Dauli
24. Bhishāla
25. Achiti
26. Champaka
27. Dhentasa
28. Bhumbhari
29. Bākali
30. Tuji
31. Charpati
32. Bhāde
33. Chāndana
34. Kāmari
35. Karavat
36. Dharmapāpatanga
37. Bhadra
38. Pātalibhadra
39. Palihiha
40. Bhānu
41. Mina
42. Nirdaya
43. Savara
44. Sānti
45. Bhartrihari
46. Bhishana
47. Bhati
48. Gaganapā
49. Gamāra
50. Menurā
51. Kumāri
52. Jivana
53. Aghosādhava
54. Girivara
55. Siyāri
56. Nāgavāli
57. Bibhavat
58. Sāranga
59. Vivikadhaja
60. Magaradhaja
61. Achita
62. Bichita
63. Nechaka
64. Chātala
65. Nāchana
66. Bhilo
67. Pāhila
68. Pāsala
69. Kamalakangāri
70. Chipila
71. Govinda
72. Bhima
73. Bhairava
74. Bhadra
75. Bhamari
76. Bhurukuti

### Los siddhas en el «Hatha-yoga-pradípika»
En los versos 5 a 6 del primer upadeśa (‘capítulo’) del Hatha-yoga-pradípika ―un texto del siglo XV escrito por Suami Suatmarama, discípulo de Suami Gorakhnath― se encuentra una lista de yoguis que se describen como majasiddhas. Esta lista tiene un número de nombres en común con los nombres que se encuentran en la lista del Varna-ratnakara:

## Los siddhas en el jainismo

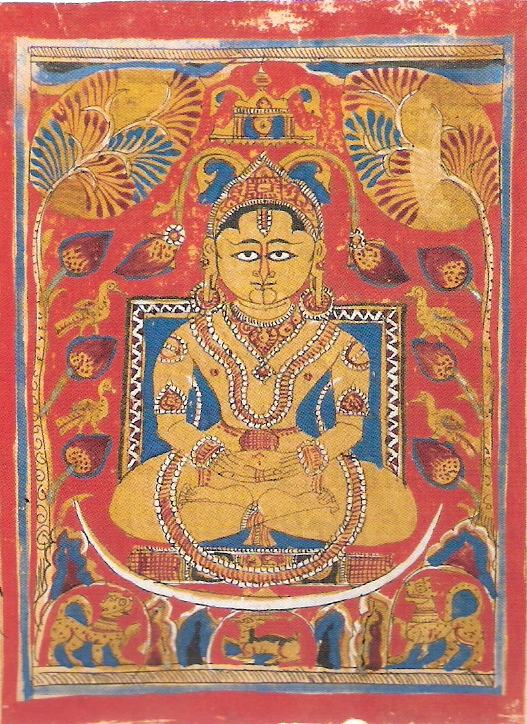
El siddha Majavira ―creador de la religión jainista― experimentando el nirvana.

Según la religión jaina, los siddhas son almas liberadas que han destruido todas las ataduras del karma. Un siddha ya no tienen ningún tipo de cuerpo, es un alma en su forma más pura. Los siddhas residen en Siddha-shila, un lugar que está situado en la parte superior del universo.

## Medicina siddha
Desde los años noventa existen sitios web que comercializan elíxires de la juventud (nava paashanam: ‘nueve venenos’) supuestamente basados en los rasaianas que tomaban los siddhis para desarrollar sus poderes psíquicos, que se promocionan como panacea para todas las enfermedades.